# Szklana Huta (Lubiatowo)
Szklana Huta (kaszb. Sklanô Hëta; niem. Glashütte) – część wsi Lubiatowo w Polsce, położona w województwie pomorskim, w powiecie wejherowskim, w gminie Choczewo. Nie posiada sołtysa, należy do sołectwa Kopalino.
W latach 1975–1998 Szklana Huta administracyjnie należała do województwa gdańskiego.
Znajduje się tu również leśnictwo (Gmina Choczewo, woj. Pomorskie), a przede wszystkim Stanica Harcerska Róża Wiatrów Komendy Hufca ZHP Lębork – największa stanica ZHP w Polsce.